# Foolish Games
«Foolish Games» es una canción escrita por Jewel y producida por Peter Collin, incluida en su álbum debut Pieces of You. Fue lanzado como el tercer sencillo del álbum en julio de 1997 en Estados Unidos, alcanzando el puesto 2 en Estados Unidos y Canadá y entró en el top 10 en Países Bajos y Bélgica.
La canción pasó 28 semanas en el top 10 de Billboard Hot 100 y en total 65 semanas en la lista, convirtiéndose en una de las canciones más exitosas de ese año y de Jewel. Más tarde sería incluida en Billboard All Time Top 100 donde alcanzó el puesto 15.
La canción recibió una nominación a los Premios Grammy a Mejor Interpretación Femenina
- Datos: Q5465669